# Jindřich Šikola
Jindřich Šikola (* 29. března 1969, Československo) je trenér české juniorské biatlonové reprezentace.[kdy?] Jeho domácím klubem je KB Jilemnice. Jako trenér ženské biatlonové reprezentace se účastnil Zimních olympijských her ve Vancouveru v roce 2010.

## Svěřenkyně
- Sezóna 2012/13: Gabriela Soukalová, Veronika Vítková, Barbora Tomešová, Veronika Zvařičová, Jitka Landová

## Výroky a sázky
Před štafetovým závodem v Ruhpoldingu 2013 se s děvčaty vsadil, že pokud dojedou v závodě do třetího místa, tak sní svojí čepici. Štafeta dojela bronzová.
Gabriela Koukalová často připomíná jeho výrok "Poslední ránu nedávají jen pitomci."